# Ane Dahl Torp
Ane Dahl Torp (Bærum, 1 de agosto de 1975) é uma atriz norueguesa.

## Carreira
Torp fez sua primeira aparição no cinema em The Woman of My Life (2003). Ela recebeu o Prêmio Amanda por suas atuações como Trude Eriksen em Svarte penger, hvite løgner (TV, 2004), como Nina Skåtøy no filme Gymnaslærer Pedersen (2006), e por seu papel coadjuvante em Lønsj. Também estrelou Uro (2006) e interpretou o papel de Gisela na série de televisão Code Name Hunter (2007), pelo qual ganhou o prêmio Gullruten de melhor atriz feminina em 2007.

## Vida pessoal
Nascida em 1 de agosto de 1975, Torp é filha do professor de linguística norueguês Arne Torp. Em 20 de outubro de 2007, ela se casou com o trompetista de jazz Sjur Miljeteig. Eles moram em Oslo e têm dois filhos, um menino (nascido em 2010) e uma menina (nascida em 2012).